# 有明ユリ
有明 ユリ（ありあけ ゆり、1938年1月24日 - 没年不明）は、日本の歌手、女優である。東芝レコードに所属していた。

## 経歴
1950年代後半から1960年代前半にかけ、歌手、女優として活躍した。
NHK紅白歌合戦には2回出場しており、1959年の第10回NHK紅白歌合戦では、宝とも子、藤崎世津子とともに「シエリト・リンド」を、1960年の第11回NHK紅白歌合戦では、小割まさ江、沢たまき、高美アリサとともに「或る恋の物語」を歌唱した。
渡辺プロダクションに所属していたと考えられている。
姉は西崎流の日本舞踊家で、西崎流本部若葉会舞踊団の宗家の西崎眸。その娘(有明ユリの姪)は1974年のヒット歌謡曲「旅愁」を歌った西崎緑。
西新橋の西崎流本部の建物で姉とともに純喫茶有明を営んでいた。

## 映画出演
- 待っていた花嫁（1959年、松竹）[4]
- 夜の配役（1959年、松竹）[4]

## テレビ出演
- ミュージカル びっくりパーティー（単発ドラマ）（1959年3月27日）[5]

## 代表曲
- デイゴの花　
作詞：松井由利夫／作曲：飯田景応

- 然別湖で逢ったひと　
作詞・作曲：三杉一郎

- ジャガイモ人生　
作詞：土崎民樹／作曲：稲富鎮恵

- トランジスタア娘　
作詞：原由記／作曲：塩谷純一

- 炭鉱（ヤマ）の子守唄　（東芝日曜劇場（第156回） 「ざりがにの歌　ある映画プロデューサーの手記より」（1959年11月22日放送） 主題歌）
作詞・作曲：森中鎮雄／編曲：大澤浄二

- 夜の熱帯魚　（1959.03）
作詞：松井由利夫／作曲：塩谷純一／編曲：長洲忠彦

## NHK紅白歌合戦出場歴
| 年度/放送回               | 曲目             | 対戦相手       | 備考                                                           |
| ------------------------- | ---------------- | -------------- | -------------------------------------------------------------- |
| 1959年（昭和34年）/第10回 | シェリト・リンド | ダークダックス | 「ヴォーカル・トリオ」として出場、宝とも子・藤崎世津子と歌唱。 |
| 1960年（昭和35年）/第11回 | 或る恋の物語     | ダークダックス | 沢たまき、小割まさ江、高美アリサとの混合で歌唱。               |